# Métro de Lanzhou

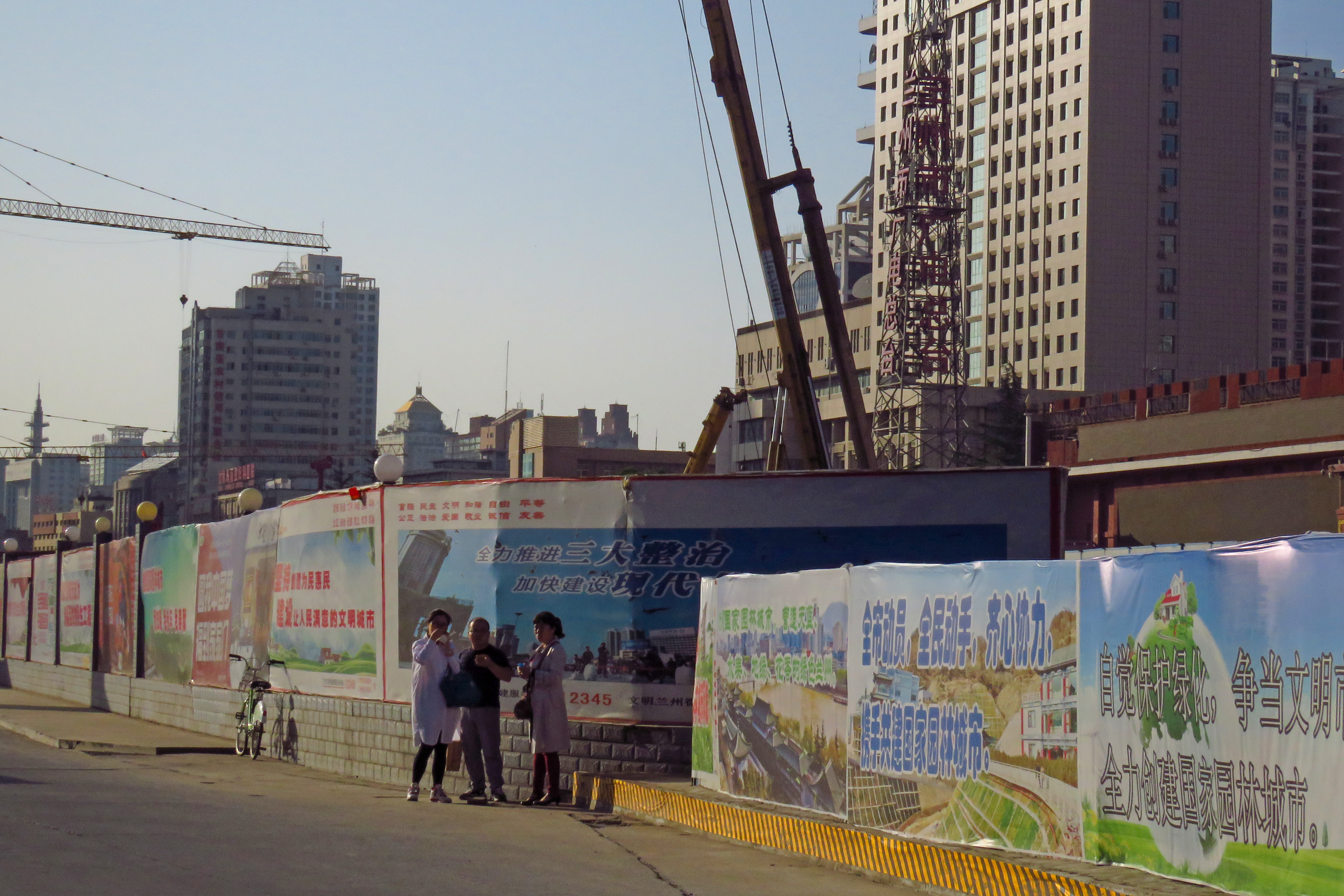
Place de Dongfanghong, métro en cours de construction en octobre 2017

Le métro de Lanzhou est un système de transport rapide, comprenant métro et trains de banlieue, à Lanzhou, capitale de la province du Gansu, en Chine. Le plan actuel du métro de Lanzhou comprend trois lignes de métro totalisant 90 km, et deux lignes de trains de banlieue de 117 kilomètres.[réf. souhaitée]
Lanzhou est construite sur une zone montagneuse suivant une rivière, la plupart des voies du réseau passera donc dans l'axe est-ouest, parallèle au Fleuve Jaune. Les deux lignes régionales permettront de relier le principal centre urbain avec l'aéroport de Lanzhou-Zhongchuan, les districts de Yuzhong et de Gaolan. Les deux premières lignes ont coûtées environ 23 milliards de yuans (3,6 milliards de dollars) et ont été achevées en 2023.[réf. souhaitée]

## Lignes en service
La ligne 1, entièrement souterraine, a une longueur de 27 km, compte 20 stations et a été ouverte le 23 juin 2019. La vitesse d'exploitation est de 80 km/h. Certaines stations sont équipées de portes palières en verre. Les travaux de la ligne 1 ont débuté le 9 juillet 2012. La ligne traverse la ville d'est en ouest et dessert la Gare de Lanzhou-Ouest.
La ligne 2, également située intégralement en souterrain, a une longueur de 9 km, compte 9 stations et a été ouverte le 29 juin 2023. Les travaux de la ligne 2 ont débuté le décembre 2017 avec une profondeur de tunnel comprise entre 6,3 m et 16,8 mètres. La ligne dessert la Gare centrale de Lanzhou et est en correspondance avec la ligne 1 aux stations Dongfanghong Square et Wulipu.
Le 22 octobre 2015, un incendie a éclaté sur le site de construction de la station de Donggang. Aucune victime n'a été signalée par les autorités[réf. souhaitée].
| Ligne   | Terminus                  | Terminus                        | Ouverture | Longueur km | Nombre de stations |
| ------- | ------------------------- | ------------------------------- | --------- | ----------- | ------------------ |
| Ligne 1 | Chenguanying (Xigu)       | Donggang (Chengguan)            | 2019      | 26.78       | 20                 |
| Ligne 2 | Yenbai Bridge (Chengguan) | Dongfanghong Square (Chengguan) | 2023      | 9,06        | 9                  |

## Les stations

### Ligne 1
| Nom                                                         | Nom                      | Correspondance        | Distance km | Distance km | Situation |
| International                                               | Chinois                  | Correspondance        | Distance km | Distance km | Situation |
| ----------------------------------------------------------- | ------------------------ | --------------------- | ----------- | ----------- | --------- |
| Chenguanying                                                | 陈官营                   |                       | 0.00        | 0.00        | Xigu      |
| South Shen'an Bridge                                        | 深安大桥南               |                       | 1.40        | 1.40        | Qilihe    |
| Lanzhou City University (Gansu Science & Technology Museum) | 兰州城市学院（省科技馆） |                       | 2.49        | 3.89        | Anning    |
| Lanzhou Customs                                             | 兰州海关                 |                       | 0.88        | 4.77        | Anning    |
| Matan                                                       | 马滩                     |                       | 2.14        | 6.91        | Qilihe    |
| Tumendun                                                    | 土门墩                   |                       | 1.52        | 8.43        | Qilihe    |
| North Square of Lanzhou West Railway Station                | 兰州西站北广场           | Gare de Lanzhou-Ouest | 1.09        | 9.52        | Qilihe    |
| Xizhanshizi                                                 | 西站什字                 |                       | 1.72        | 11.24       | Qilihe    |
| Qilihe                                                      | 七里河                   |                       | 0.96        | 12.20       | Qilihe    |
| Xiaoxihu Park                                               | 小西湖                   |                       | 1.43        | 13.63       | Qilihe    |
| Cultural Palace                                             | 文化宫                   |                       | 0.85        | 14.48       | Qilihe    |
| Xiguan                                                      | 西关                     |                       | 1.02        | 15.50       | Chengguan |
| Gansu Provincial Government                                 | 省政府                   |                       | 1.06        | 16.56       | Chengguan |
| Dongfanghong Square                                         | 东方红广场               | Ligne 2               | 1.22        | 17.78       | Chengguan |
| Lanzhou University                                          | 兰州大学                 |                       | 1.59        | 19.37       | Chengguan |
| Wulipu                                                      | 五里铺                   | Ligne 2               | 1.30        | 20.67       | Chengguan |
| Gansu Meteorological Bureau                                 | 省气象局                 |                       | 1.28        | 21.95       | Chengguan |
| Gongxingdun                                                 | 拱星墩                   |                       | 1.17        | 23.12       | Chengguan |
| Jiaojiawan                                                  | 焦家湾                   |                       | 1.07        | 24.19       | Chengguan |
| Donggang                                                    | 东岗                     |                       | 1.25        | 25.44       | Chengguan |

### Ligne 2
| Nom                 | Nom        | Correspondance  | Distance km | Distance km | Situation |
| International       | Chinois    | Correspondance  | Distance km | Distance km | Situation |
| ------------------- | ---------- | --------------- | ----------- | ----------- | --------- |
| Yanbei Bridge       | 雁白大桥   |                 | 0.00        | 0.00        | Chengguan |
| Junjiatan           | 均家滩     |                 |             |             | Chengguan |
| Zhangsutan          | 张苏滩     |                 |             |             | Chengguan |
| Wulipu              | 五里铺     | Ligne 1         |             |             | Chengguan |
| Tuanjie Xincun      | 团结新村   |                 |             |             | Chengguan |
| Hongxingxiang       | 红星巷     |                 |             |             | Chengguan |
| Gare de Lanzhou     | 兰州火车站 | Gare de Lanzhou |             |             | Chengguan |
| Youdian Dalou       | 邮电大楼   |                 |             |             | Chengguan |
| Dongfanghong Square | 东方红广场 | Ligne 1         |             | 9.06        | Chengguan |

En construction
- Yanbei Road (雁北路)
- Yanyuan Road (雁园路)
- Yannan Road (雁南路)
- Wulipu (五里铺)
- Dingxi Road (定西路)
- Fifth Bus Company (公交五分公司)
- Railway station (火车站), correspondance avec la Gare de Lanzhou
- Postal building (邮电大楼)
- Province capitol station (省政府站)
- Dongfanghong Square station (东方红广场站)

Prévu
- Nanguangshizi (南关什字)
- Shuangchengmen (双城门)
- Sunjiatai (孙家台)
- Shangxiyuan (上西园)
- Lanzhou University of Technology (兰州理工大学)
- Wuwei Road (武威路)
- West Railway Station (西客站站), Gare de Lanzhou-Ouest correspondance avec la ligne 1, Train Grande Vitesse.
- Huoxing Road (火星路)
- Yellow River Market (黄河市场)
- Shilidian (十里店)
- Baile Square (培黎广场)
- Shuiguazhuang (水挂庄)
- Lanzhou Jiaotong University (兰州交通大学)
- Feijiaying (费家营)
- Cuijiazhuang (崔家庄)
- Majiazhuang (马家庄)
- Huangjiatan (黄家滩)
- Xiahewan (下河湾)

## Les lignes en cours de construction ou de planification

### Ligne 3
La ligne 3 est entièrement dans la phase de planification.
- Railway station (火车站), correspondance avec la Gare de Lanzhou
- Hezheng Road (和政路)
- Five Springs square (五泉广场)
- Zhengning Road (正宁路)
- Xiguan (西关), correspondance avec la ligne 1
- Miaotanzi (庙滩子)
- Caochang Street (草场街)
- Yanchangbao (盐场堡)
- Xingangcheng (新港城)
- Yanxi Road (雁西路)
- Yanbei Road (雁北路), correspondance avec la ligne 2
- Arts college (文理学院)
- Baidaoping (白道坪)
- Doudaogou (陡道沟)

### Ligne 4
La ligne 4 est entièrement dans la phase de planification.
- Yantan Road (雁滩路)
- Yantanshizi (雁滩什字)
- Yanyuan Road (雁园路), correspondance avec la ligne 2
- Yanxing Road (雁兴路)
- Yandong Street (雁东街)
- Fanjiawan (范家湾)
- Donggang (东岗), correspondance avec la ligne 1
- Heping (和平)
- Weiliu Road (纬六路)
- Dingyuan (定远)
- New Technology City (科技新城)

### Ligne 5
La ligne 5 est entièrement dans la phase de planification et est prévue pour débuter au district de Chengguan, avec comme terminus l'Aéroport de Lanzhou-Zhongchuan en passant par la ville de Zhonghe dans le district de Gaolan.